# Pico和Chico
《Pico和Chico》（日语：ぴことちこ）是2007年4月19日由Soft On Demand所發售的成人動畫。Pico系列的第二集、正式名稱為『Pico系列2 Pico和Chico』。
同日也發售了一千五百個裝有各式各樣的特典的『Pico和Chico滿足BOX』。除了放入本作『Pico和Chico』和第一集的『我的Pico』，也有Pico和Chico的公仔和「Pico和Chico台詞CD」等商品。

## 故事大綱
有一位裸體的少年正在林中小河玩水，姿態給正在騎腳踏車的Pico見到，少年朝著Pico微笑了一下，兩人很快就打成一片成為好友。少年Chico之後帶Pico來到自己的別墅居住。
於是在這個暑假，Pico和Chico每天不斷大鬧這座別墅。有一天，Chico帶Pico來到了他位於別墅屋頂裡的秘密基地，Chico每天都在這裡從基地地板的細縫偷看在這裡幫傭的女僕姐姐自慰的樣子。
一起看見這事的Pico一邊暗示著大姐姐做的事情，一方面與Chico開始了一場禁忌遊戲。

## 登場人物
請參見Pico系列登場人物。

## 工作人員
- 原作：NaturalHigh
- 總製作人：とっちん
- 劇本：高山カツヒコ
- 角色設定・作畫導演：よし天
- 角色原案：彩画堂
- 音樂：忍
- 音樂監督：Dr.T、忍
- 聲音設計：Dr.T
- 効果：野崎博樹（ちゅらサウンド）
- 對話錄製：伊藤恭介（i@studio）
- 工程輔助：中西仁（i@studio）
- 錄音工作室：i@studio
- 副聲音1「オナニーお手伝いチャンネル」劇本：大森ごはん
- 特典動畫「すごいこと教えてあ★げ★る」劇本：大森ごはん
- 特典映像サウンドデザイン：かばやつよし
- 副聲音2・3「恥かしい言葉チャンネル」脚本：金子政路
- 副聲音2・3アフレコスタジオ：TOP TEAM STUDIO
- 副聲音2・3アフレコレコーディング：ジョンうらちゃん
- 音響監督：金子政路
- 音響製作：シュガーボーイ
- 導演：米太
- 美術：腹八男
- 色彩設定：水無月生
- 攝影監督：鈴木敏
- 撮影：デジタルギア
- 編輯：MIYA
- 原畫：みさわゆきひろ、MARU、ひのたかふみ、重田洋朗、芳賀亮、手島勇人、金城清太、若菜宣典、横瀬順一、吉貝博士、増田雄一郎、東雲タクミ、シンー・ペイジ、福永純一
- 動畫檢査：坂本アキラ
- 動畫：RYUSUKE、田村ユウキ、水城健冶、天満浩次、馬場歩、とさかじゅり
- 動畫加工：株式会社イージア、河野純市、松浦甚太、HAI
- 製作進行：サイトウジュンイチ
- 線上編輯：ナカジマりょう
- 製作：佐藤寛将（SODアートワークス）
- 究極! 超ギリギリモザイクデジエモンMAX：坂倉知浩（SODアートワークス）
- 著作：菅井大輔（SODアートワークス）
- A&R：三代目葵マリー
- 廣告：迫田大樹（ナチュラルハイ）
- 特別感謝：Soft On Demand、アニメプロジェクト
- 動畫製作：シュガーボーイ、ブルーキャッツ、SUNRISE
- 製作製片人：青木健
- 製片人：GOLDENBOYこと金子政路
- 導演：谷田部勝義
- 製作・著作・受審・発售：NaturalHigh
- 製作：シュガーボーイ
- 販售公司：Soft On Demand

### 主題曲
- 「夏休み」
  - 歌：ぴことちこ
  - 作詞：金子政路
  - 作・編曲：忍
  - 錄音工作室：Little Bach、橋本将（Little Bach）

## 評價
- Soft On Demand2007年3月期預約第1名（『Pico和Chico滿足BOX（初回限定）』）
- Soft On Demand2007年4月23日分售上第1位・第4位（『Pico和Chico滿足BOX（初回限定）』、『Pico和Chico』）
- Soft On Demand2007年4月第4週銷售第1名
- 樂天ぐるぐる王国初回限定排行榜2007年2月上半期初登場第五名（『Pico和Chico滿足BOX（初回限定）』）
- 樂天ぐるぐる王国動畫總合排行榜2007年3月上半期瞬間順位第1名（『Pico和Chico滿足BOX（初回限定）』）
- amazon.co.jp成人動畫排行榜瞬間順位第2名（『Pico和Chico』）
- DMM動畫排行榜瞬間順位第1名・第2名（『Pico和Chico滿足BOX（初回限定）』、『Pico和Chico』）

## 関連項目
- Pico系列
  - 我的Pico
  - Pico×CoCo×Chico